# Ovád hovězí
Ovád hovězí (Tabanus bovinus) je bodavý hmyz hnědé až tmavě hnědé barvy z čeledi ovádovití.
Bodají pouze samičky, a živí se tak krví, která je zdrojem bílkovin pro produkci vajíček. Krev samičky sají převážně dobytku (koně, skot, ovce), divoké zvěři, ale jsou schopny přisát se i na člověka. Samci se krví neživí a konzumují především nektar. Ovád dorůstá velikosti přibližně 20 až 25 milimetrů. V dospělého jedince se vyvine za 3 týdny. Dožívá se 1 roku.